# Die Familie Karls IV.
Die Familie Karls IV. ist ein Gemälde des spanischen Malers Francisco de Goya und befindet sich in Madrid im Museo del Prado. Es zählt zu den bekanntesten Werken von Francisco de Goya.

## Geschichte
Der König und seine Familie waren zu dem Zeitpunkt, als das Bild gemalt wurde (um 1800), wenig länger als ein Jahrzehnt an der Macht. Als Goya die Königsfamilie malte, war er 54 Jahre alt und beinahe taub.
Kunsthistorisch ist das Gemälde in Zusammenhang mit dem Werk Las Meninas von Goyas berühmtem Vorgänger Diego Velázquez zu sehen. Wie Vélazquez stellt sich auch Goya auf dem Bild hinter seiner Staffelei als subjektiver Beobachter der Familie des Königs am Hof dar.
Eine Kopie des Bildes befindet sich im Treppenhaus des königlichen Sommerschlosses La Granja.
Die Entstehung des Bildes ist Thema der Kapitel 27 bis 30 im Teil 2 von Lion Feuchtwangers Roman Goya oder Der arge Weg der Erkenntnis.

## Beschreibung

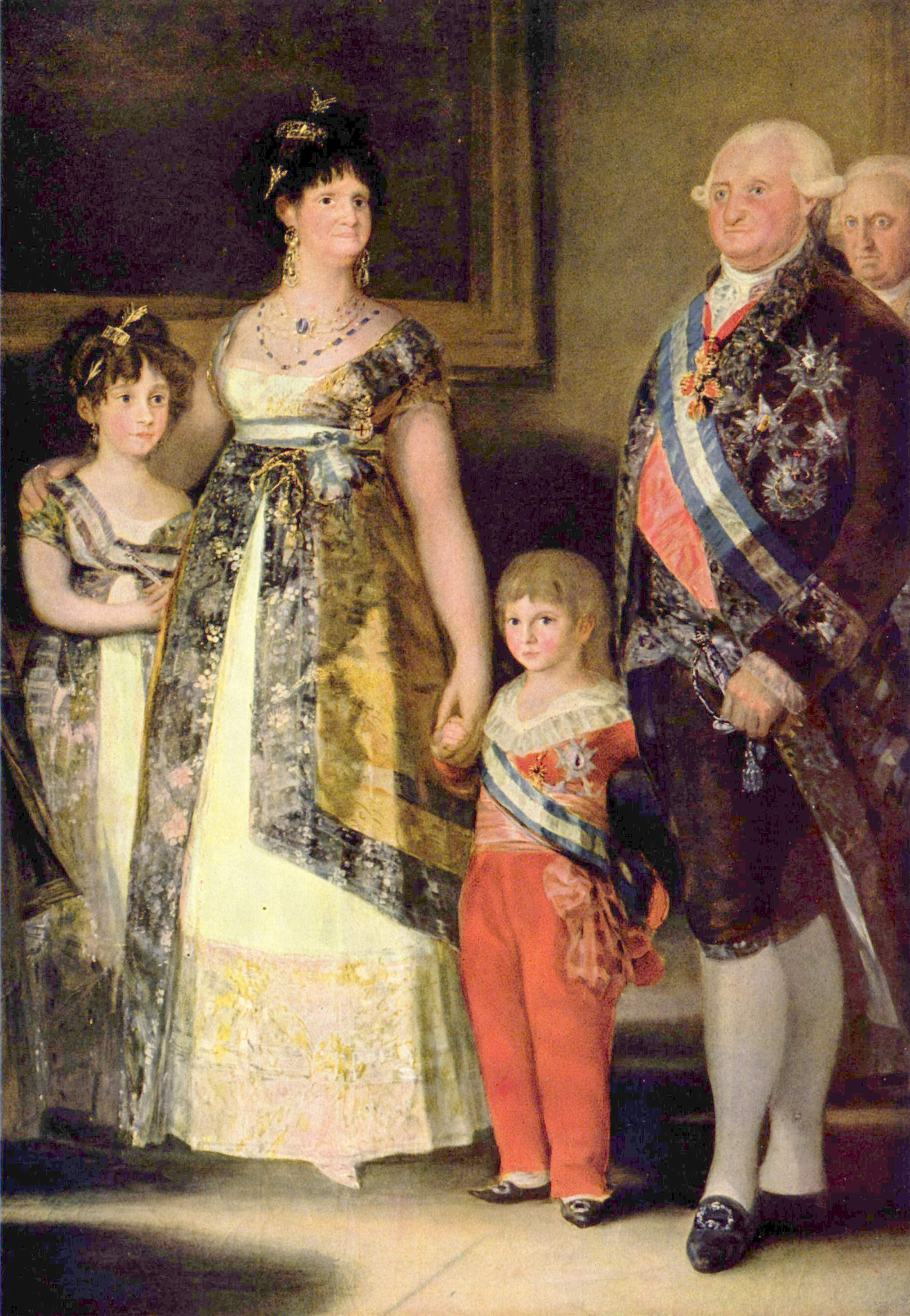
Karl IV. und seine Frau Königin Maria Louisa

Das Bildnis wird in der Mitte stehend von der Königin María Luisa de Parma (1751–1819) und König Karl IV. (1748–1819) beherrscht. An den Händen der Königin der Infant Francisco de Paula (1794–1865) und die Infantin María Isabel (1789–1848).
Am linken Bildrand der Infant Carlos María de Isidro (1788–1855), der Zweiter in der Thronfolge war; daneben im blauen Brokat der spätere König Ferdinand, Prinz von Asturien (1784–1833); der Thronerbe, der sich später gegen seine Eltern stellte und im Jahr 1808 einen Staatsstreich inszenierte. Er wurde König und führte ein despotisches Regime. Rechts daneben die Infantin Maria Josefa (1744–1801), eine Schwester des Königs, und die Gattin des Thronfolgers (nach hinten sehend) Maria Antonia von Neapel-Sizilien (1784–1806). Dies war erforderlich, da während der Entstehung des Bildes die zukünftige Gattin noch nicht feststand, die Vermählung erfolgte erst 1802.
Rechts vom König steht dessen Bruder, der Infant Antonio Pascual (1755–1817) und im seitlichen Profil die älteste Tochter des Monarchen, Carlota Joaquina (1775–1830), die Königin von Portugal. Auf der rechten Seite schließlich das Prinzenpaar von Parma, die Infantin María Luisa (1782–1824) mit ihrem Sohn Carlos Luis (1799–1883) auf den Arm; daneben ihr Mann, Luis de Bourbon (1773–1803), der zukünftige König von Etrurien.
Das Bild zeigt die Familie des spanischen Königs in einer Pose, die einen zeitgenössischen Kritiker zu der Äußerung veranlasste, der König und seine Frau sähen aus „wie ein Bäcker und seine Gemahlin nach einem Lotteriegewinn“. Es gibt aber Hinweise, dass die Dargestellten mit ihren Porträts sehr zufrieden waren. Dennoch lässt der Realismus im Blick des Hofmalers Goya vermuten, dass die Direktheit und ungeschönte Nüchternheit – man kann es teilweise Hässlichkeit nennen –, wie das Personal des Hofes dargestellt ist, nicht versehentlich geschah. Goya hat in diesem Gruppenbildnis auf subtile Weise seine Distanz zur Herrscherfamilie visualisiert.
Erkenntlich ist ein deutliches Farbschema: Die Frauen sind in Gold, Weiß und Silber gekleidet, die Männer hingegen in Schwarz, Blau und Rot.